# Иван Сапунаров
Иван Константинов Сапунаров е български просветен деец и революционер, деец на Вътрешната македоно-одринска революционна организация.

## Биография
Сапунаров е роден около 1878 година в голямото българско костурско село Загоричани, тогава в Османската империя, днес Василиада, Гърция. Учи в Русия и в 1897 година завършва Московската семинария, а в 1901 година и Санктпетербургската духовна академия. В 1900 година в Петербург е сред основателите на Тайния македоно-одрински революционен кръжок и става негов председател.
Връща се в българските земи и от 1902 до Междусъюзническата война в 1913 година е учител в Солунската българска гимназия и става член на Солунския окръжен комитет на ВМОРО, като сътрудничи и на Централния комитет. В 1906 година е арестуван по Мацановата афера, но е оправдан в 1907 година.
Делегат е от Неврокоп на Първия общ събор на Българската матица в Солун от 20 до 22 април 1910 година.
В началото на 1903 година е делегат на Солунския конгрес на организацията, взел курс към въстание.
Председател е на Гимнастическото дружество на отоманските българи в Солун.
Сапунаров издава няколко учебника по обучение по руски език. Изявява се и като библиограф и заедно с Благой Томев съставя „Библиографический указатель книг, брошюр, журнальных статей о славянских первоучителях св. Кириллья и Мефодия за 1800 - 1900 год.“, който остава в ръкопис, но е от особена важност за историята на библиографията от Освобождението до Втората световна война и е един от малкото съставени библиографии от този период.
На 6 април 1924 година е избран за председател  на Варненското македонско благотворително братство „Вардар“. На 14 декември 1924 година отново е избран за председател на Братството, което вече носи името „Тодор Александров“, а на 15 март 1925 година е избран за подпредседател.
Умира във Варна.